# لیشکی (استان لهستان کوچک‌تر)
لیشکی (به لاتین: Liszki) یک روستا در لهستان است که در گمینا لیشکی واقع شده‌است.
 لیشکی  ۱٬۸۵۰ نفر جمعیت دارد.